# Alliopsis problella
Alliopsis problella är en tvåvingeart som beskrevs av Fan och Wu 1983. Alliopsis problella ingår i släktet Alliopsis och familjen blomsterflugor. Inga underarter finns listade i Catalogue of Life.